# كييوتو فوروشيما
كييوتو فوروشيما (باليابانية: 古島 清人) (3 أبريل 1968 في ياتسوشيرو في اليابان – )؛ هو لاعب كرة قدم ياباني سابق كان يلعب كحارس مرمى.

## وصلات خارجية
- كييوتو فوروشيما على موقع رابطة كرة القدم اليابانية للمحترفين (اليابانية)
- كييوتو فوروشيما على موقع عالم كرة القدم.نت (الإنجليزية)